# Blue Submarine No.6
Blue Submarine No.6 (jap. 青の6号, Ao no Roku-gō) ist eine Mangaserie von Satoru Ozawa sowie ein darauf basierender Anime. Der Manga erschien 1967 und der Anime wurde 1998 als Original Video Animation veröffentlicht. Beide sind in das Genre Science-Fiction einzuordnen. 

## Inhalt
In ferner Zukunft hat der vermeintlich verrückte und geniale Wissenschaftler Zorndyke, während er die Magnetfelder manipulierte und eine Instabilität der Erdkruste mit Umstrukturierungen dieser erreicht, durch Klimaveränderungen auch die Polkappen zu schmelzen begannen und große Teile der Welt im Wasser untergingen, durch Mutation denkende Kreaturen des Wassers und der Erde mit menschlichen Wesenszügen geschaffen, die beginnen, sehr erfolgreich gegen die Menschheit zu kämpfen. Gegen ihn und seine Geschöpfe kämpft der Rest der Menschen, vor allem die U-Boot-Flotte der Unterwasserstation Blue Dome. Zur Führung des hypermodernen U-Boots Blue Submarine No.6 gehört die Offizierin Mayumi Kino. Diese will den schwermütigen, eigenwilligen Spezialisten Tetsu Hayami überzeugen, mit ihr zu kämpfen, um Zorndyke endgültig zu besiegen. Dieser findet einen besonnenen, sterbenden und traurigen Zorndyke und muss feststellen, dass seine von ihm als Antwort auf eine immense Umweltzerstörung und Tod seiner Familie geschaffenen Lebewesen, mit Gefühlen ausgestattet, sehr intelligent, liebens- und lebenswert sind. Diese kämpfen unter ihrem genialem, wütenden, zornigem Anführer in Form eines aufrecht gehenden Hais und dem „Sohn“ Zorndykes, selbst nur um ihr Überleben und um einen Platz in der großen, weiten Welt. Am Ende kann, zu Gunsten eines friedlichen Miteinanders, eine noch größere Katastrophe, die gesamte Zerstörung der Erde in Form eines massiven Einsatzes von Nuklearmaterial auf beiden Seiten, gerade noch verhindert werden.

## Veröffentlichungen

### Manga
Der Manga von Satoru Ozawa wurde von Ausgabe 2 (8. Januar) bis Ausgabe 45 (5. November 1967) im Magazin Weekly Shōnen Sunday veröffentlicht. Der Verlag Shogakukan brachte die Kapitel 1974 auch in drei Sammelbänden heraus. 

### Anime
Das Studio Gonzo produzierte von 1998 bis 2000 unter der Regie von Mahiro Maeda eine Anime-Adaption des Mangas als ihre erste eigene OVA-Produktion. Dabei schrieb Hiroshi Yamaguchi das Drehbuch. Als künstlerischer Leiter war Masanori Kikuchi verantwortlich. Der Anime war vor allem darauf angelegt, bei Spieleentwicklern für die Animationskünste des Studios werben, da man sich aus dieser Branche neue lukrative Aufträge versprach. Einkünfte aus dem Verkauf der Kurzserie waren dagegen nachrangig. Daher wurde in großem Maße auf 3D-Computeranimation gesetzt. Das Setting in einer Unterwasserwelt mit schwebenden Objekten und detailarmen, verschwommenen Hintergründen ermöglichte es, die Probleme der Computeranimation mit der Darstellung von Hintergründen, Tiefenunschärfe und Bewegung auf dem Boden zu umgehen.
Die vier jeweils 30 Minuten langen Episoden wurden zunächst als OVA veröffentlicht und später vom Bandai Channel ausgestrahlt. Im Jahr 2000 erschien eine englische Fassung bei Bandai Entertainment und wurde von Cartoon Network ausgestrahlt, eine französische Fassung zeigte Canal+. Es gab außerdem Veröffentlichungen und Ausstrahlungen in Spanien, Italien, Russland, Niederlanden, Taiwan und Lateinamerika. 
Eine von ACOG beauftragte deutsche Synchronisation wurde erstmals am 15. Dezember 2001 von VOX gezeigt, als Film im Nachtprogramm. Es folgten mehrere Wiederholungen, ab 2003 bei VIVA. Bei OVA Films erschien der Anime auch auf DVD. 
| Rolle        | japanischer Sprecher (Seiyū) | deutscher Sprecher |
| ------------ | ---------------------------- | ------------------ |
| Tetsu Hayami | Hozumi Gōda                  | Marco Steeger      |
| Mayumi Kino  | Yukana                       | Melanie Wiegmann   |
| Berg         | Showtaro Morikubo            | Bruno Niederprüm   |
| Zorndyke     | Takeshi Wakamatsu            | Thomas Witte       |

### Videospiele
In Japan erschienen im Jahr 2000 zwei Videospiele zu Blue Submarine. Bandai veröffentlichte Ao no 6-gō: Antarctica für die PlayStation und für die Dreamcast erschien Ao no 6-gō: Saigetsu Fumahito Time and Tide von Sega.

## Rezeption
Die OVA war 2001 unter den vom japanischen Magazin Animage genannten 70 besten Anime.
In Nordamerika wurde der Anime vom Magazin Anime Invasion 2001 zu den 25 besten Animes gezählt und die Gesellschaft zur Förderung des japanischen Animationsfilms (The Society for the Promotion of Japanese Animation) zeichnete ihn als beste OVA-Veröffentlichung in den USA des Jahres 2000 aus. Die Zeitschrift Animerica bescheinigt der OVA eine ausgewogene Mischung von Cel-Animation und Computeranimation, beides werde in den richtigen Szenen eingesetzt. Dazu komme eine mitreißenden Handlung. Auch die deutsche Fanzeitschrift FUNime bestätigt die gut gelungene Animation.